# السلالة اليوليوكلاودية

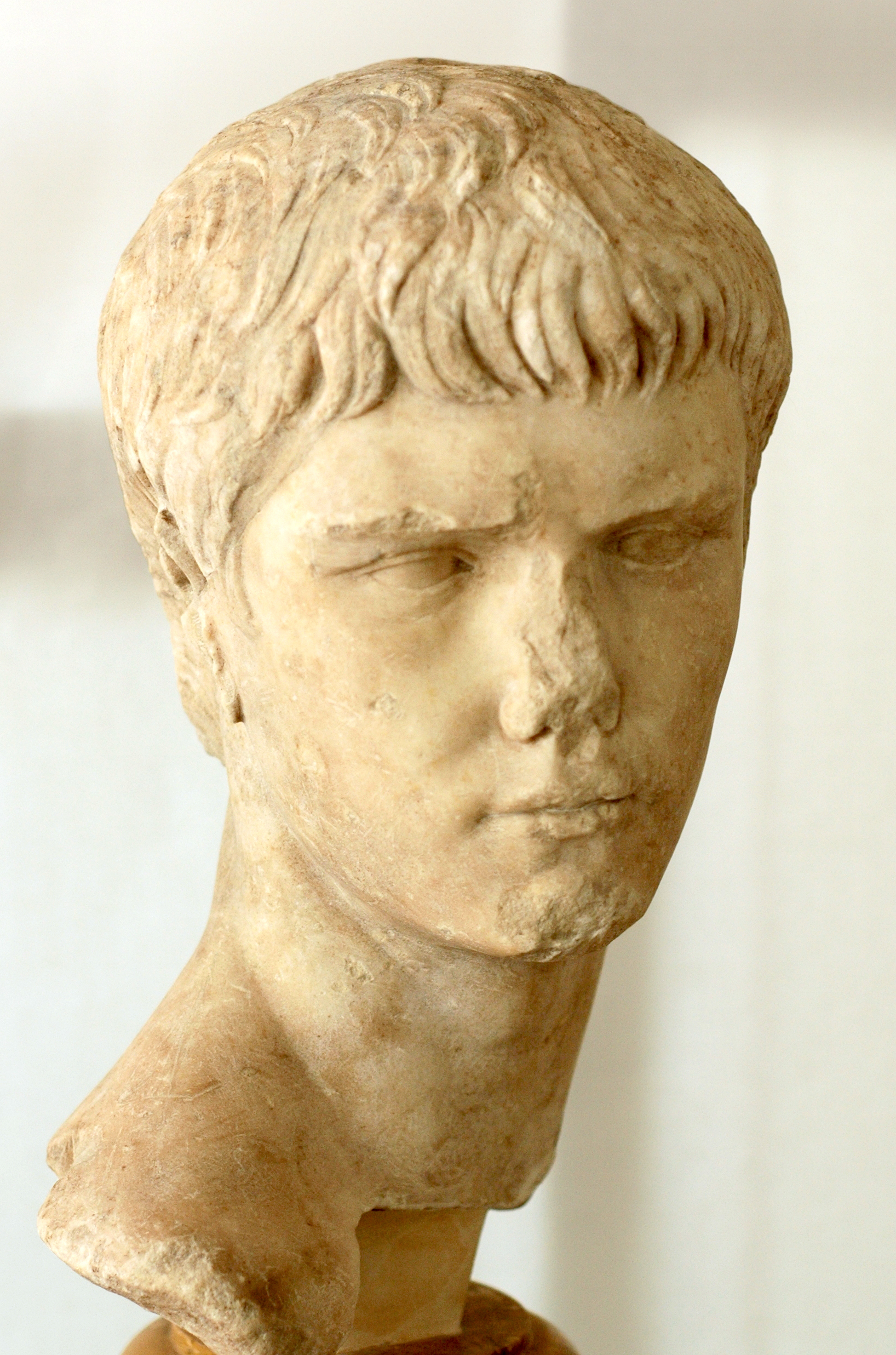

يقصد بالسلالة اليوليوقلودية أو آل قيصر (Julio-Claudian) بأول خمس أباطرة وهم: أغسطس وطباريس وكاليغولا وقلوديس ونيرون، وجميعهم من ذرية طباريس الأول قلوديس نيرون عدى أغسطس أكتبيان، ودامت دولتهم في الإمبراطورية الرومانية منذ تحولها، في النصف الثاني من القرن الأول (44-31-27) قبل الميلاد حتى عام 68، عندما إنتحر آخرهم نيرون.
لم يترك أيٌ من أفراد اليوليوقلوديين أبناءً خلفه، ولكن واحدًا منهم فقط كان له ابن شرعي ظل على قيد الحياة. وقد كتب المؤرخون القدامى عنهم من وجهة نظر طبقة الأشراف الرومية، وقدموا عن الأباطرة سمعة سيئة، وعلى رأس هؤلاء الكتَّاب سوتونيوس (Suetonius) وتاسيتوس (Tacitus) ، سواءً تفضيل الجمهورية الرومانية أو البحث عن فضيحة.
كتب تاسيتوس ذلك عن القياصرة آل قيصر والتاريخ:
ولكن أيضًا سجَّل مؤرخون مشهورون نجاحات وانتكاسات الشعب الروماني القديم، ولم يُرِد المفكرون آنذاك وصف حكم أغسطس، فالتملق المتزايد أخافهم وجعلهم يبتعدون.
. وكانت قصص طبريوس وغايوس وقلوديس ونيرون مزورة بالإرهاب حينما كانوا أحياء، وبعد وهلاكهم كُتبت كراهة لهم.

## وصلات خارجية
- Julio Claudian Art Photo Site- Joe Geranio